# Walter Jansen (Bischof)
Walter Jansen (* 15. Juni 1923 in Neuss; †  29. Januar 2004 in Köln) war Weihbischof in Köln.

## Leben
Walter Jansen wurde als jüngster von drei Söhnen geboren und stammt aus der Neusser Pfarrgemeinde St. Marien. Nach dem Abitur 1942 wurde er als Sanitäter zur Wehrmacht einberufen. Nachdem er 1945 aus der sowjetischen Gefangenschaft geflohen war, begann er in Bonn das Studium der Theologie und empfing am 15. Juli 1951 die Priesterweihe. Zunächst Kaplan in Köln-Porz-Urbach, wurde er 1953 Pfarrer im Flüchtlingslager Uelzen. Seit 1960 Stadtjugendseelsorger und Kaplan am Bonner Münster, wurde er noch im selben Jahr Pfarrer in Remscheid-Lennep, wo er 1970 Dechant wurde. Seit 1975 Pfarrer am Bonner Münster, wurde er bis 1983 auch Stadtdechant von Bonn und 1976 zum „Kaplan Seiner Heiligkeit“ (Monsignore), 1978 päpstlicher Ehrenprälat und 1983 Ehrendomherr zu Köln.
Am 19. Mai 1983 zum Titularbischof von Barica und Weihbischof in Köln ernannt, spendete ihm am 19. Juni der Kölner Erzbischof Kardinal Joseph Höffner im Kölner Dom die Bischofsweihe; Mitkonsekratoren waren Weihbischof Augustinus Frotz und Bischof Heinrich Maria Janssen von Hildesheim. Zugleich Domkapitular in Köln, war Jansen auch Bischofsvikar für die Orden und als Weihbischof für den Pastoralbezirk Mitte (Stadt Köln) zuständig. Nachdem er am 15. Juni 1994 als Weihbischof entpflichtet worden war, widmete er sich der Seelsorge an den „alten“ Priestern des Bistums. Er wurde am 6. Februar 2004 auf eigenen Wunsch im Kreuzgang des Bonner Münsters beigesetzt.
Sein Bruder Klaus Jansen war Abt von Stift Engelszell.